# Tampere Open 2009
Il Tampere Open 2009 è un torneo professionistico di tennis maschile giocato sulla terra rossa, che faceva parte dell'ATP Challenger Tour 2009. Si è giocato a Tampere in Finlandia dal 27 luglio al 2 agosto 2009.

## Partecipanti

### Teste di serie
| Nazionalità | Giocatore             | Ranking* | Testa di serie |
| ----------- | --------------------- | -------- | -------------- |
| Germania    | Björn Phau            | 60       | 1              |
| Australia   | Peter Luczak          | 137      | 2              |
| Germania    | Florian Mayer         | 150      | 3              |
| Francia     | Stéphane Robert       | 173      | 4              |
| Germania    | Julian Reister        | 181      | 5              |
| Austria     | Andreas Haider-Maurer | 192      | 6              |
| Kazakistan  | Jurij Ščukin          | 195      | 7              |
| Slovacchia  | Kamil Čapkovic        | 221      | 8              |

- Ranking al 20 luglio 2009.

### Altri partecipanti
Giocatori che hanno ricevuto una wild card:
- Alexandros Jakupovic
- Henri Kontinen
- Micke Kontinen
- Henri Laaksonen

Giocatori passati dalle qualificazioni:
- Augustin Gensse
- Tim Goransson
- Sebastian Rieschick
- Andoni Vivanco-Guzmán

## Campioni

### Singolare
Thiemo de Bakker ha battuto in finale  Peter Luczak con il punteggio di 6–4, 7–6(7)

### Doppio
Peter Luczak /  Jurij Ščukin hanno battuto in finale  Simone Vagnozzi /  Uros Vico, 6–1, 6(6)–7, [10–4]